# جثوم ذهبي
جَثوم ذهبي أو بُلطي ذهبي أو سمكة ذهبية (الاسم العلمي: Oreochromis)، هو جنس كبير من البلطيات، وهي أسماك تستوطن في إفريقيا والشرق الأوسط. أُدخل عدد قليل من أنواعه بعيدًا عن نطاقها الأصلي وهي مهمة في تربية الأحياء المائية. العديد من الأنواع الأخرى لديها نطاقات صغيرة جدًا؛ بعضها مهدد بشكل خطير، ومن المحتمل أن يكون O. ismailiaensis و O. lidole قد انقرضا. على الرغم من أن البلطي الذهبي هي في الأساس أسماك المياه العذبة التي تعيش في الأنهار والبحيرات (ولاية) والموائل المماثلة، إلا أن العديد من أنواعه يمكن أن تزدهر أيضًا في المياه قليلة الملوحة وبعضها يعيش في ظروف شديدة الملوحة مع ملوحة تفوق بكثير مياه البحر. بالإضافة إلى الصيد الجائر وفقدان الموائل ، فإن بعض الأنواع الأكثر محلية مهددة من خلال إدخال أنواع أخرى من Oreochromis في نطاقاتها. هذا لأنهم - بالإضافة إلى التنافس على الموارد المحلية - غالبًا ما يكونون قادرين على التهجين.
البلطي الذهبي هي سمكة قوية إلى حد ما، وهي سمكة متوسطة - صغيرة إلى كبيرة القد جدًا يمكن أن تصل إلى 9.4-61 سم (3.7-24.0 بوصة) في الطول الإجمالي اعتمادًا على الأنواع الدقيقة.